# Regensburg Phoenix
Die Regensburg Phoenix sind ein American-Football-Team aus Regensburg in Bayern.

## Geschichte
Die Regensburg Phoenix wurden 1997 als Nachfolge-Verein der Regensburg Royals gegründet und hatten zunächst nur eine Herren-Tackle-Mannschaft.
Die Teilnahme am deutschen Ligabetrieb begann 1998 in der bayerischen Landesliga, was der fünften Liga entsprach. Bereits in ihrer Debütsaison konnten sie ohne Niederlage den ersten Platz erreichen und in die Bayernliga aufsteigen. In der blieben sie ihrem anfänglichen Erfolg treu und stiegen nach 7 Siegen in 10 Spielen erneut auf, wodurch sie nun in der Regionalliga standen.
Nach vier Saisons, die die Regensburger jeweils eher auf den mittleren Plätzen beendeten, reichte es in der Spielzeit 2004 nicht mehr für das Halten des Niveaus. 10 Niederlagen in 12 Spielen bedeuteten letztendlich den letzten Gruppenplatz und damit den Abstieg zurück in die Bayernliga. Schon in der darauffolgenden Saison 2005 zeigte sich allerdings neue Stärke bei den Regensburgern und dass sie zu gut für die regionalen Gegner spielten. Sie schafften es, ihre Gruppe zu gewinnen und damit direkt wieder in die Regionalliga aufzusteigen.
Zurück in der Regionalliga folgten allerdings erneut eher durchschnittliche Spielzeiten, in den die Regensburger auf ebenso durchschnittlichen Gruppenplätzen endeten. Nachdem als Höhepunkt 2009 noch der dritte Platz erreicht werden konnte, folgte darauf die Verschlechterung der Spielleistung, was in der Saison 2011 den letzten Platz bedeutete. Da sich aus der niedrigeren Bayernliga allerdings niemand für den Aufstieg gemeldet hatte, blieb Regensburg vorerst in der Regionalliga. In der Folgesaison konnte Phoenix sich noch mit einem gewonnenen von insgesamt zehn Spielen auf den vorletzten Platz retten, 2013 blieb allerdings selbst das aus, was den Abstieg in die Bayernliga nach sich zog.
Nach zunächst einer schwächeren Saison, die Regensburg auf dem vorletzten Platz beendete, fand Phoenix zurück auf die Erfolgsspur. Zwei Jahre in Folge errangen sie den Gruppensieg, scheiterten aber beide Male in den Play-offs, die zwischen Bayernliga Nord und Süd um den Aufstieg ausgespielt wurden. Während 2017 wieder ein kleiner Kipppunkt in der Leistung folgte, durch den nur der dritte Platz belegt werden konnte, folgte 2018 erneut der Gruppensieg, den sie mit ihrer ersten perfekten Saison erreichten. Im Halbfinale verloren sie knapp gegen die Augsburg Raptors mit 27:28, was ebenso erneut den Verbleib in der vierten Liga bedeutete. In der Saison 2019 kam daraufhin die Erlösung: Nachdem sie wie im Vorjahr ihre Gruppe gewinnen konnten, besiegten sie im Halbfinale zunächst die Neu-Ulm Spartans mit 38:14 und im Finale die Franken Knights deutlich mit 51:26.
Die Regionalligasaison 2020 stand wie viele andere Sportligen auch stark im Schatten der Covid-19-Pandemie und der Bestimmungen zu dessen Eindämmung. Für die Regionalliga Süd, in der Regensburg jetzt spielen sollte, bedeutete dies den kompletten Ausfall der Saison. Nachdem 2021 der Ligabetrieb mit verkürztem Spielplan wieder aufgenommen werden konnte, konnte Phoenix nur eines der insgesamt sechs Spiele gewinnen, was zwar den vorletzten Platz, aber den Verbleib in der Regionalliga bedeutete.

Im Jahr 2022 gelang ihnen der Aufstieg in die zweithöchste Spielklasse des deutschen American Footballs, der German Football League 2.

### Phoenix Ladies
Im Sommer 2016 wurde im Regensburger Verein mit den Phoenix Ladies erstmals eine Damenmannschaft gegründet. Bis 2018 wurde das Team so weit aufgebaut, dass eine Teilnahme an der 2. Damenbundesliga möglich war.
In den ersten beiden Saisons konnten die Ladies allerdings nur jeweils den vorletzten Gruppenplatz erreichen, was ihnen die Teilnahme an den Play-offs verwehrte. So wie bei denen Männern auch, musste die Saison 2020 in der DBL2 aufgrund der Covid-19-Pandemie ausfallen. Ebenso verzichteten 2021 die Ladies wegen der Pandemie auf die Aufnahme des Spielbetriebs in der Liga.
Mit der Rückkehr 2022 in der Liga schafften es die Phoenix Ladies vier von sechs Spielen zu gewinnen, womit sie die Saison auf dem zweiten Gruppenplatz beendeten. Da es sich um die erste reguläre Saison seit Beginn der Corona-Pandemie handelte, verzichtete der AFVD auf die Ausrichtung von Play-offs nach der Saison. Damit sind die Phoenix Ladies auch in der Saison 2023 in der 2. Bundesliga. In dieser verpassten sie nur knapp den Einzug in die Play-offs: Zwar erreichten sie mit fünf Siegen und nur einer Niederlage dieselbe Saisonbilanz wie die Allgäu Comets Ladies, verloren jedoch den direkten Vergleich gegen diese, womit sie nur auf dem zweiten Platz endeten.